# Тарасенко, Юлия Викторовна
Юлия Викторовна Тарасенко (род. 28 марта 1968, Ленинград) — российская легкоатлетка, специалистка по бегу на короткие дистанции. Выступала на профессиональном уровне в 1990-х годах, двукратная чемпионка России в эстафете 4 × 400 метров, победительница и призёрка первенств всероссийского значения, участница чемпионата мира в Афинах. Представляла Санкт-Петербург. Мастер спорта России международного класса. Также известна как спортивный функционер, в 2016—2019 годах вице-президент ВФЛА.

## Биография
Юлия Тарасенко родилась 28 марта 1968 года в Ленинграде. Занималась лёгкой атлетикой в Спортивной школе олимпийского резерва Кировского района Санкт-Петербурга.
Впервые заявила о себе в сезоне 1993 года, когда на чемпионате России в Москве с командой Санкт-Петербурга одержала победу в эстафете 4 × 400 метров.
В 1994 году на чемпионате России в Санкт-Петербурге в той же дисциплине выиграла серебряную медаль.
На чемпионате России 1995 года в Москве в эстафете 4 × 400 метров взяла бронзу, в индивидуальном беге на 400 метров стала пятой на Мемориале братьев Знаменских в Москве.
В 1997 году на чемпионате России в Туле стала бронзовой призёркой в беге на 400 метров и вновь завоевала золотую награду в эстафете 4 × 400 метров. Благодаря этому успешному выступлению вошла в основной состав российской сборной и удостоилась права защищать честь страны на чемпионате мира в Афинах — стартовала на предварительном квалификационном этапе эстафеты, вместе с соотечественницами Татьяной Чебыкиной, Ольгой Котляровой и Екатериной Куликовой благополучно вывела команду в финальную стадию соревнований, после чего россиянки уже без её участия стали четвёртыми.
На чемпионате России 1999 года в Туле попасть в число призёров не смогла и по окончании сезона завершила спортивную карьеру.
За выдающиеся спортивные достижения удостоена почётного звания «Мастер спорта России международного класса» (1997).
Окончила факультет международных экономических отношений Ленинградского финансово-экономического института им. Н. А. Вознесенского (1992) по специальности «финансы и кредит» и Санкт-Петербургскую государственную академию физической культуры имени П. Ф. Лесгафта (1997) по специальности «тренер-преподаватель по лёгкой атлетике». В 1997—2002 годах также проходила аспирантуру в Университете Лесгафта.
В 2001—2007 годах работала коммерческим директором в компании «Альма-Матер», занимавшейся комплексным оснащением спортивных объектов. Затем в течение многих лет занимала должность генерального директора в компании «Спорт-Арена», занималась проектированием и строительством плоскостных спортивных сооружений, укладкой спортивных покрытий, оснащением спортивных объектов.
В 2014 году была избрана президентом Спортивной федерации лёгкой атлетики Санкт-Петербурга.
С 2015 года входила в президиум Всероссийской федерации лёгкой атлетики. В декабре 2016 года заняла пост вице-президента ВФЛА, с ноября 2019 года по февраль 2020 года — временно исполняющая обязанности президента ВФЛА.